# Good! Afternoon
good! Afternoon (good! アフタヌーン?, good! Afutanūn) è una rivista antologica giapponese di manga per un pubblico seinen edita da Kōdansha. Sorella alla più famosa Afternoon, è stata lanciata il 7 novembre 2008 con cadenza bimestrale, per poi diventare mensile a partire dal 7 novembre 2012.

## Mangaka e serie pubblicate
- Ajin, di Tsunina Miura
- Amaama to inazuma, di Gido Amagakure
- Billionaire Girl, di Asuka Katsura (disegni) e Isuna Hasekura (storia)
- Grand Blue, di Kenji Inoue (testi) e Kimitake Yoshioka (disegni)
- Jiraishin Diablo, di Tsutomu Takahashi
- Maria the Virgin Witch e Junketsu no Maria exhibition, di Masayuki Ishikawa
- Jūō mujin no Fafnir, di Saburota
- K: Stray Dog Story, di Gora e Minato Saki
- Loveplus Kanojo no Kakao, di Hiroaki Wakamiya
- Magus of the Library, di Mitsu Izumi
- Nani ka mochigatte masu ka, di Mohiro Kitō
- Natsu no Zenjitsu, di Motoi Yoshida
- Occultic;Nine, di Chiyomaru Shikura
- Sayabito, di Isaki Uta
- Teppuu, di Moare Oota